# Four Seasons Hotel & Tower (Miami)
 Il Four Seasons Hotel and Tower, noto anche come Four Seasons Hotel Miami, è un grattacielo di 70 piani, alto 238 metri di Miami, in Florida, Stati Uniti.

## Caratteristiche
Situato nel Brickell Financial District di Downtown Miami, è il secondo edificio più alto di Miami e della Florida. La torre contiene una proprietà della Four Seasons Hotel, uffici e diverse unità condominiali residenziali ai piani superiori.
L'edificio è stato progettato da Gary Edward Handel & Associates e Bermello Ajamil & Partners, Inc. La costruzione iniziò nel 2000 e l'edificio fu completato nel 2003. Le Four Seasons hanno tenuto il titolo di edificio più alto di Miami e della Florida per quattordici anni, fino a quando la Panoramic Tower non lo ha superato nel 2017.

## Galleria d'immagini

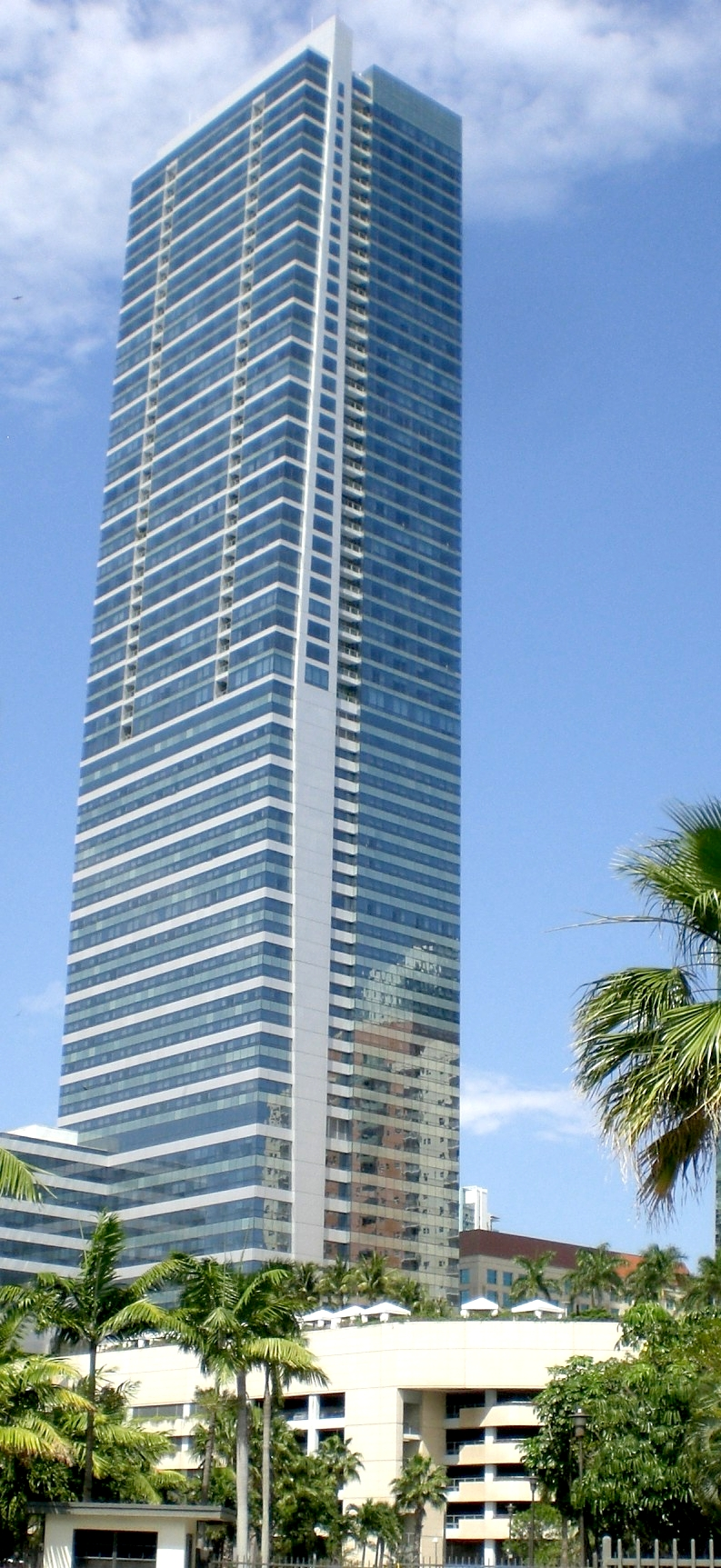
Lato sud-est
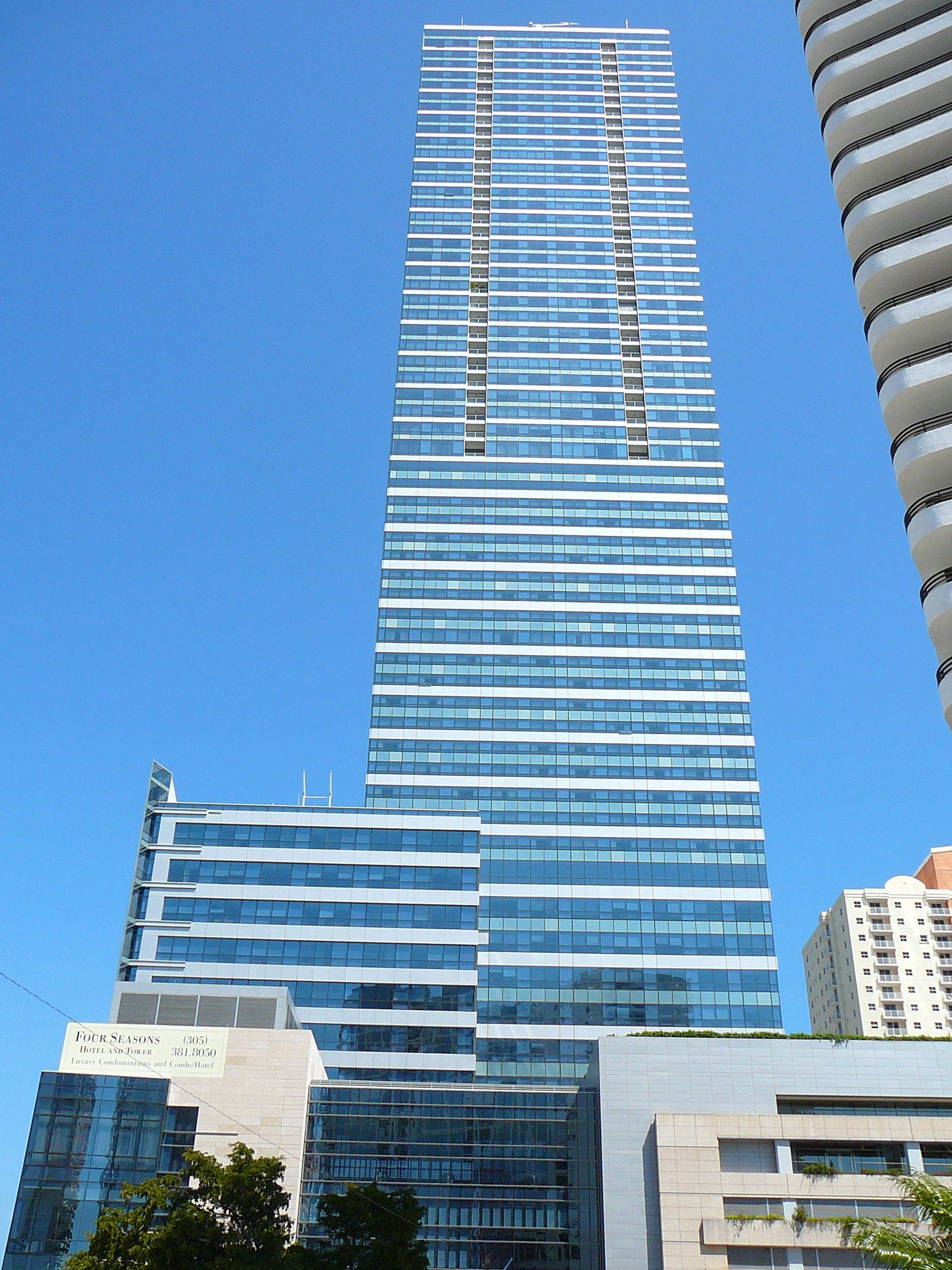
Lato sud
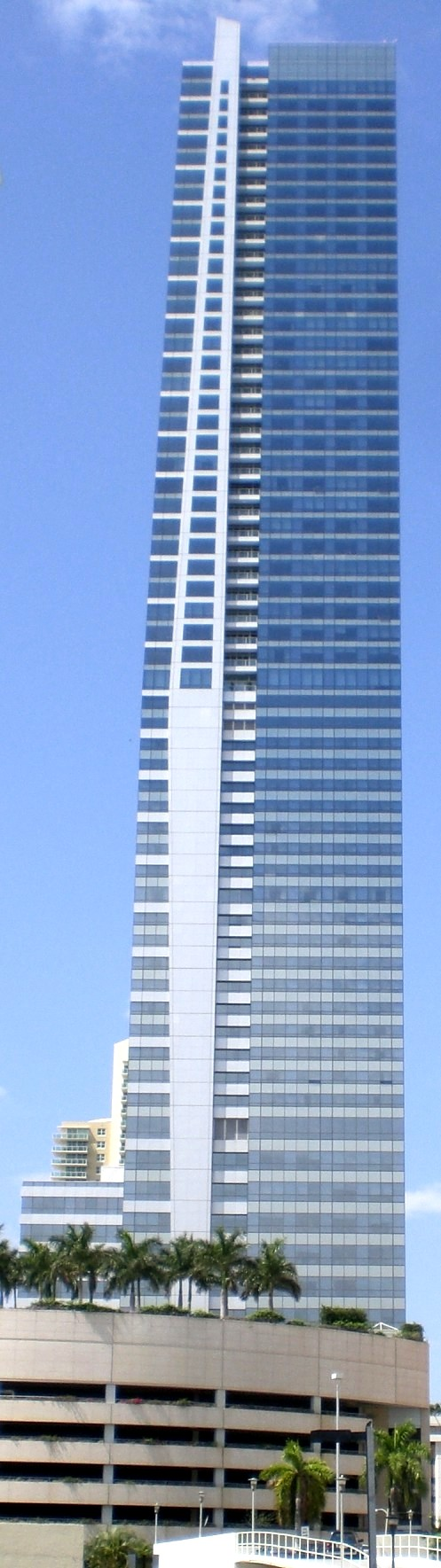
Lato est
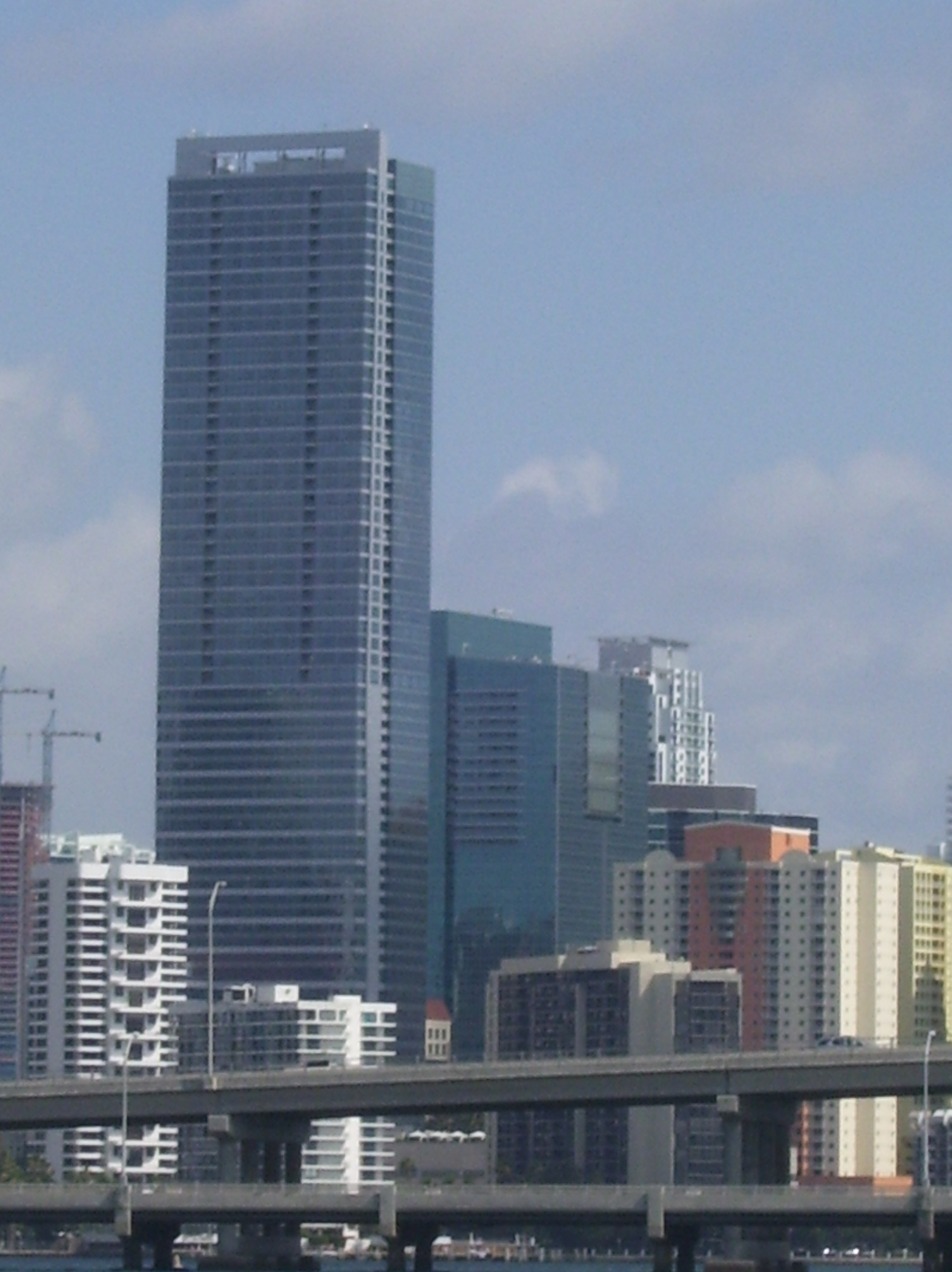
Lato sud-est, dalla baia di Biscayne
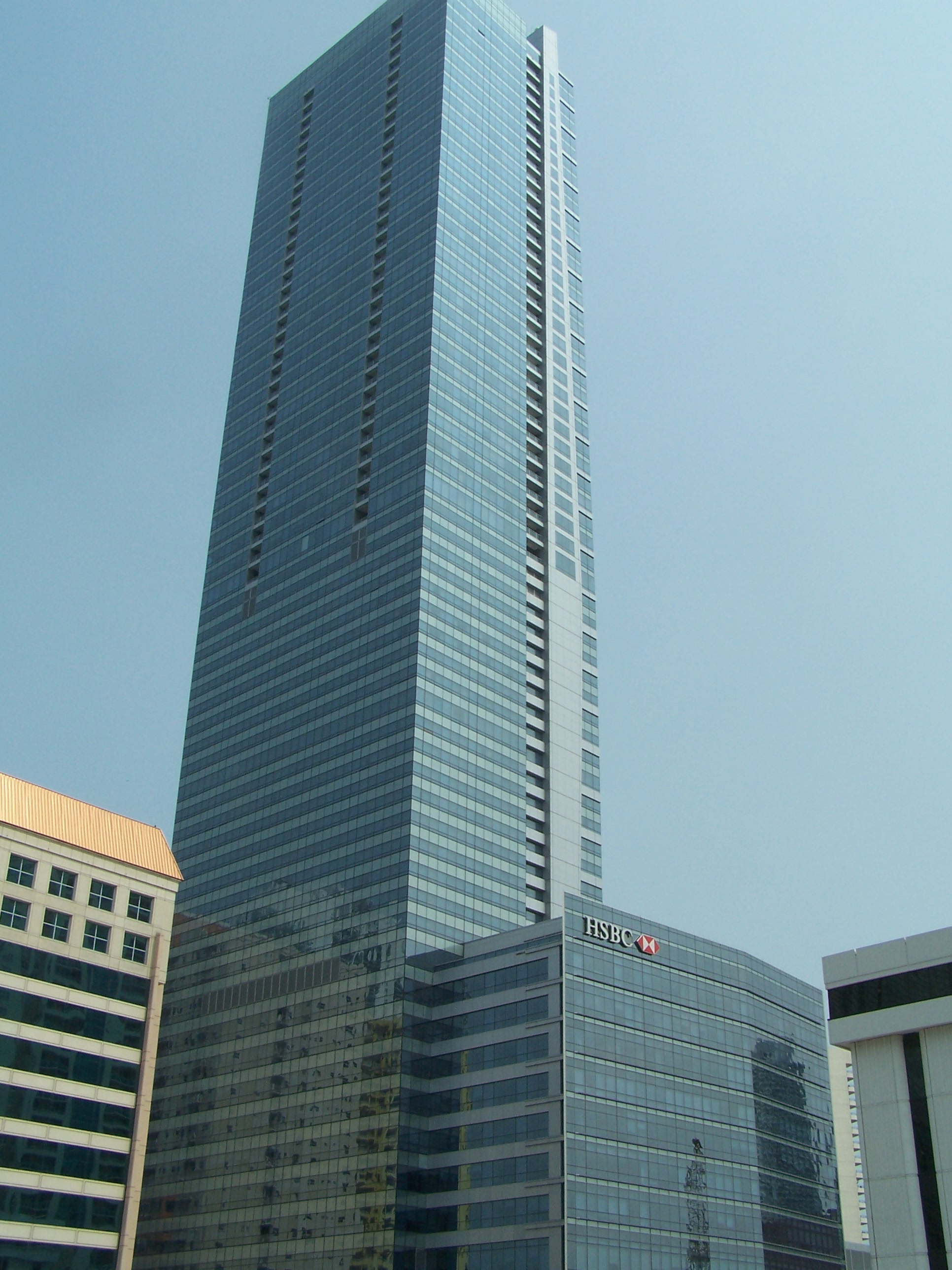
Lato nord-ovest visto dalla Financial District Station, una stazione di Miami Metromover
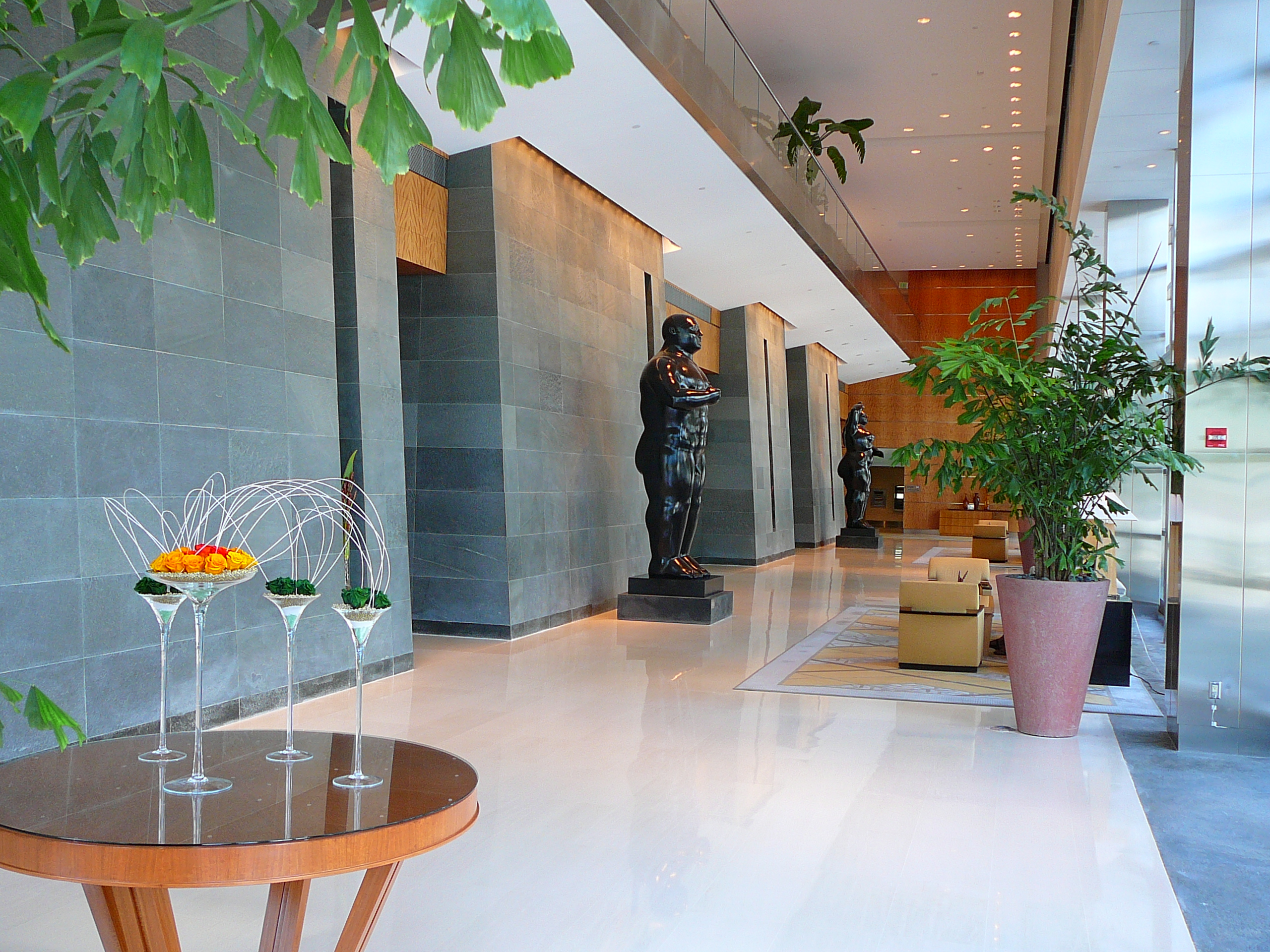
Ingresso principale della torre con decorazioni Botero
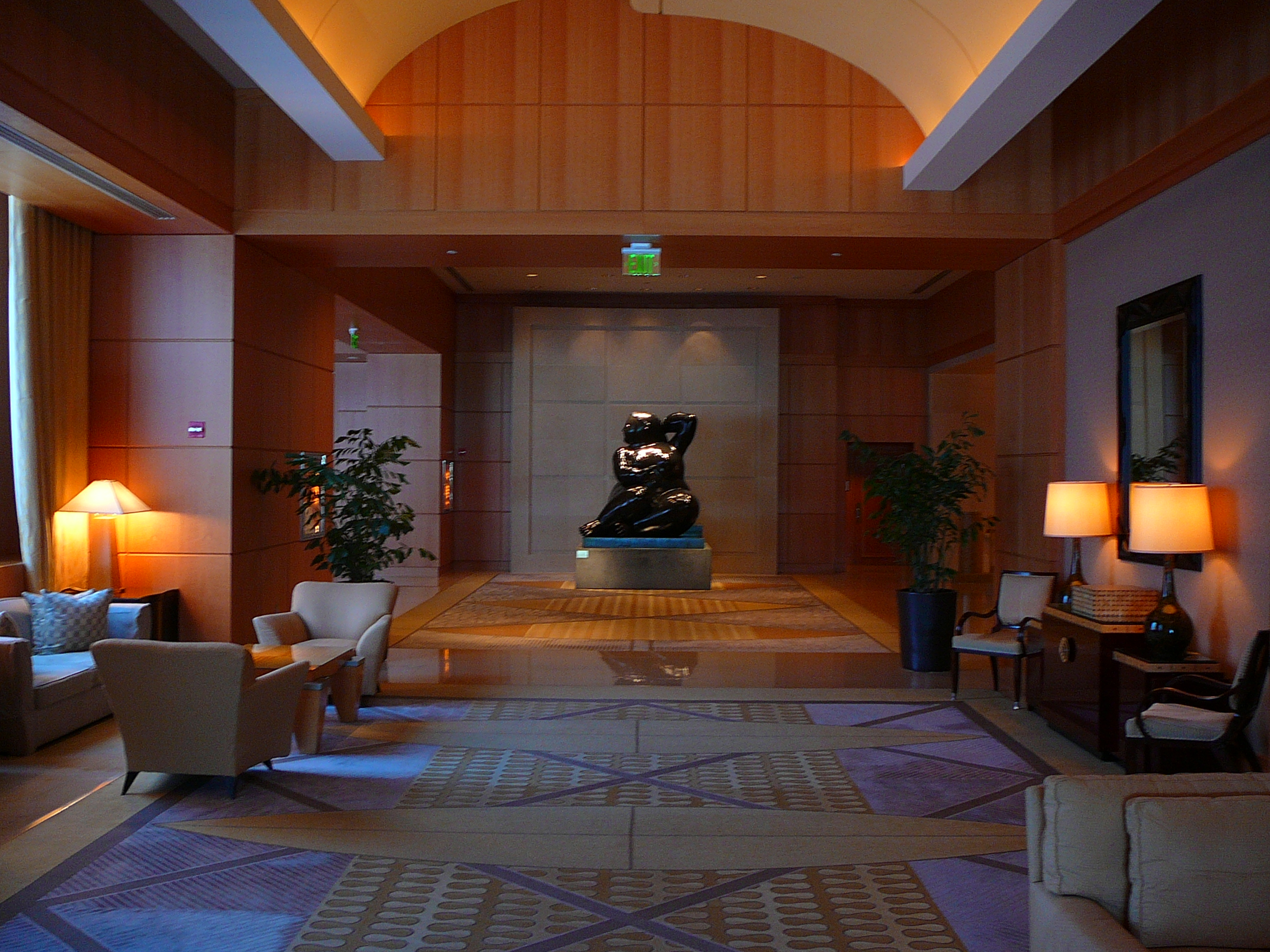
Hall dell'hotel al 7º piano con statua Botero
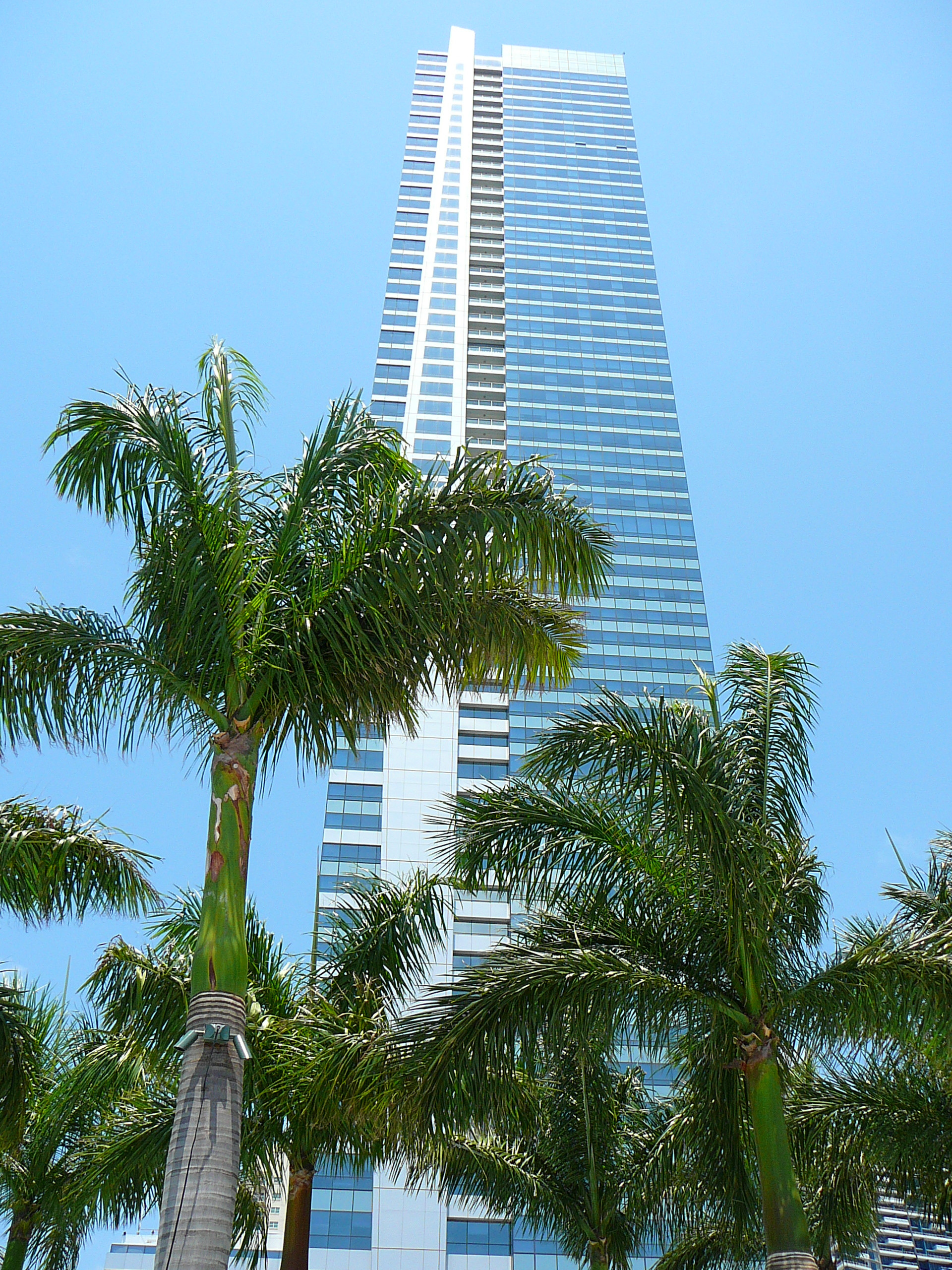
Vista della torre dalla terrazza della piscina al 7º piano
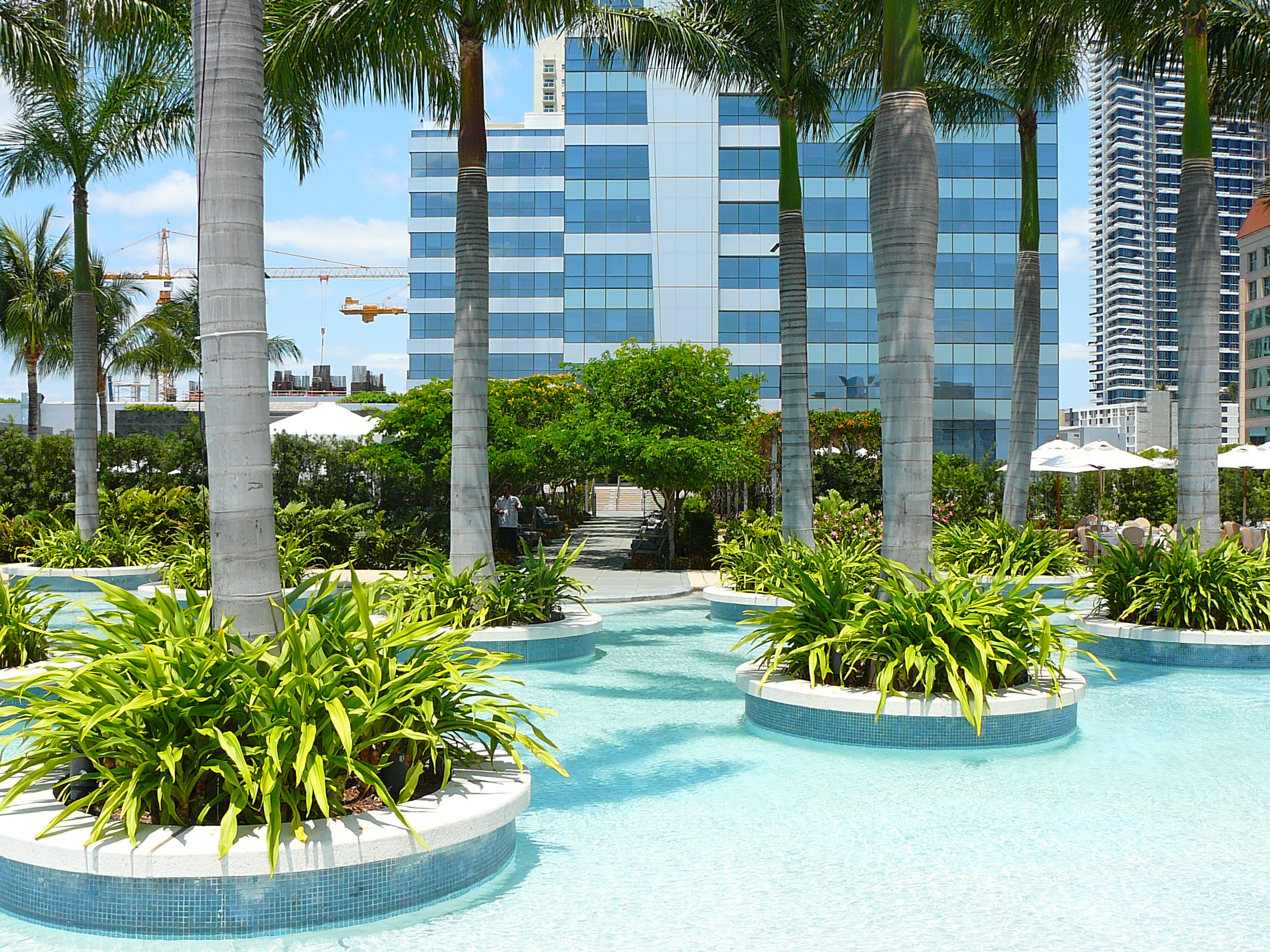
Lato est della terrazza della piscina con isole di palme in miniatura
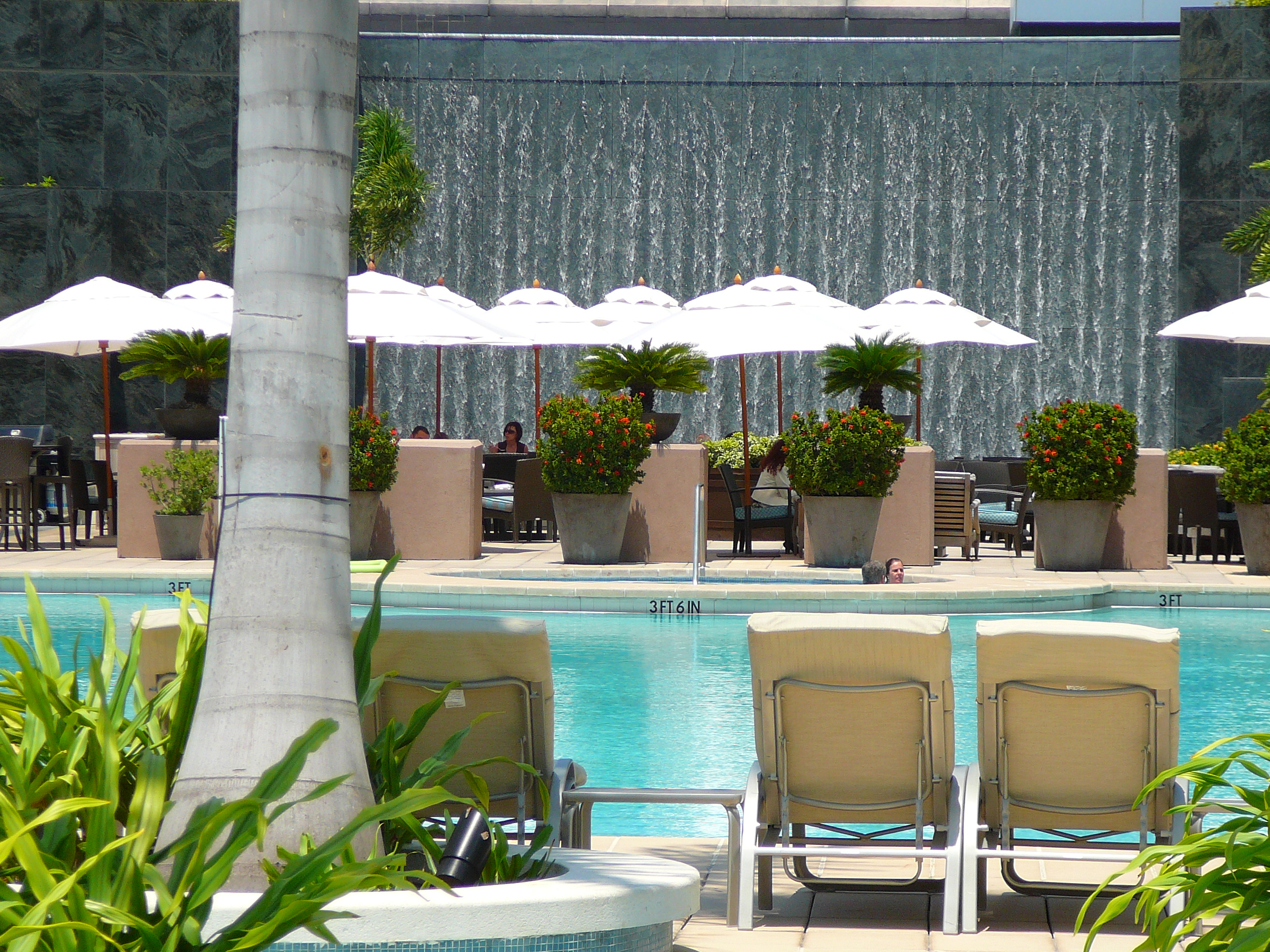
Bar della piscina con cascata
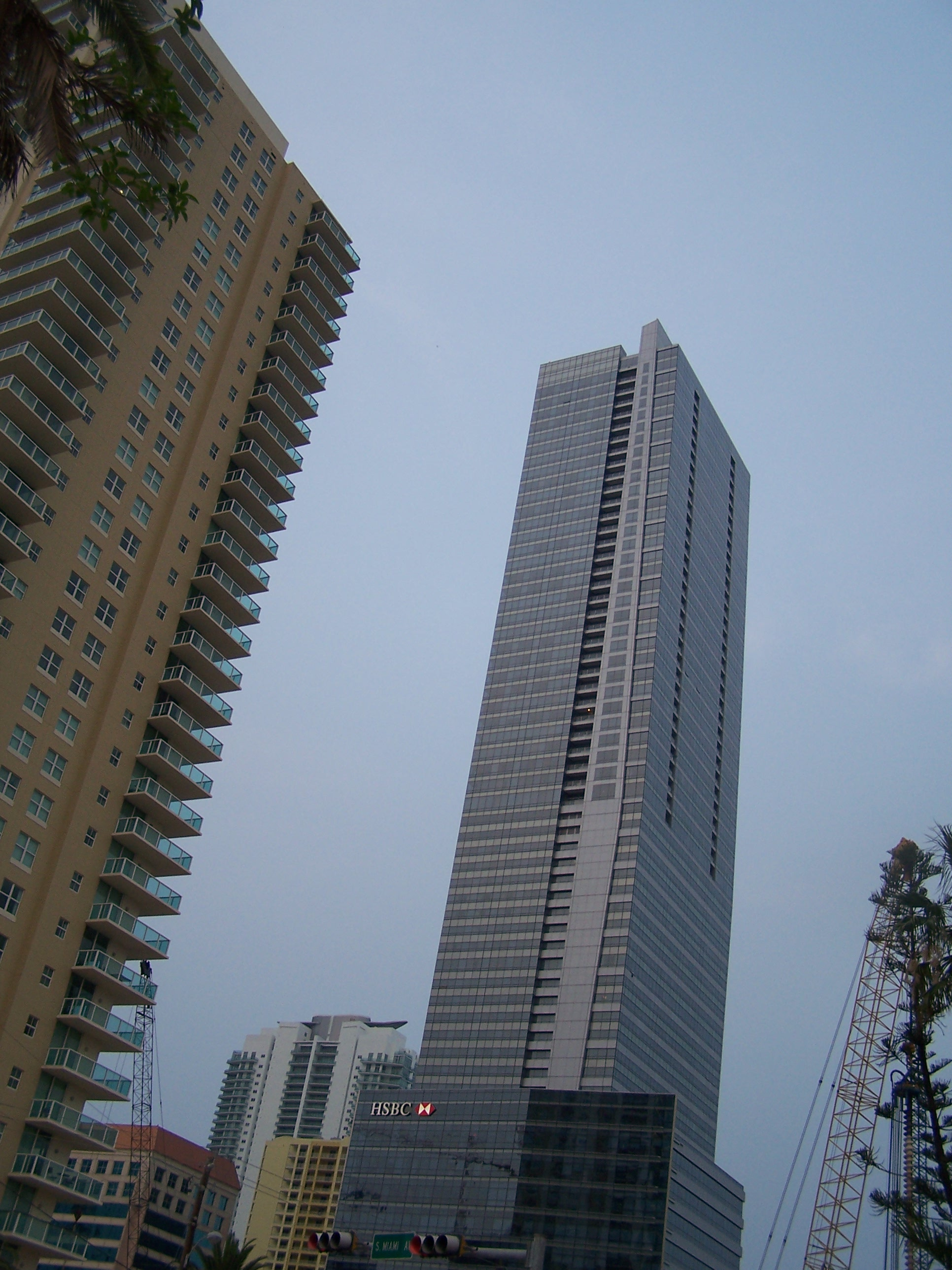
Un'altra vista dell'edificio
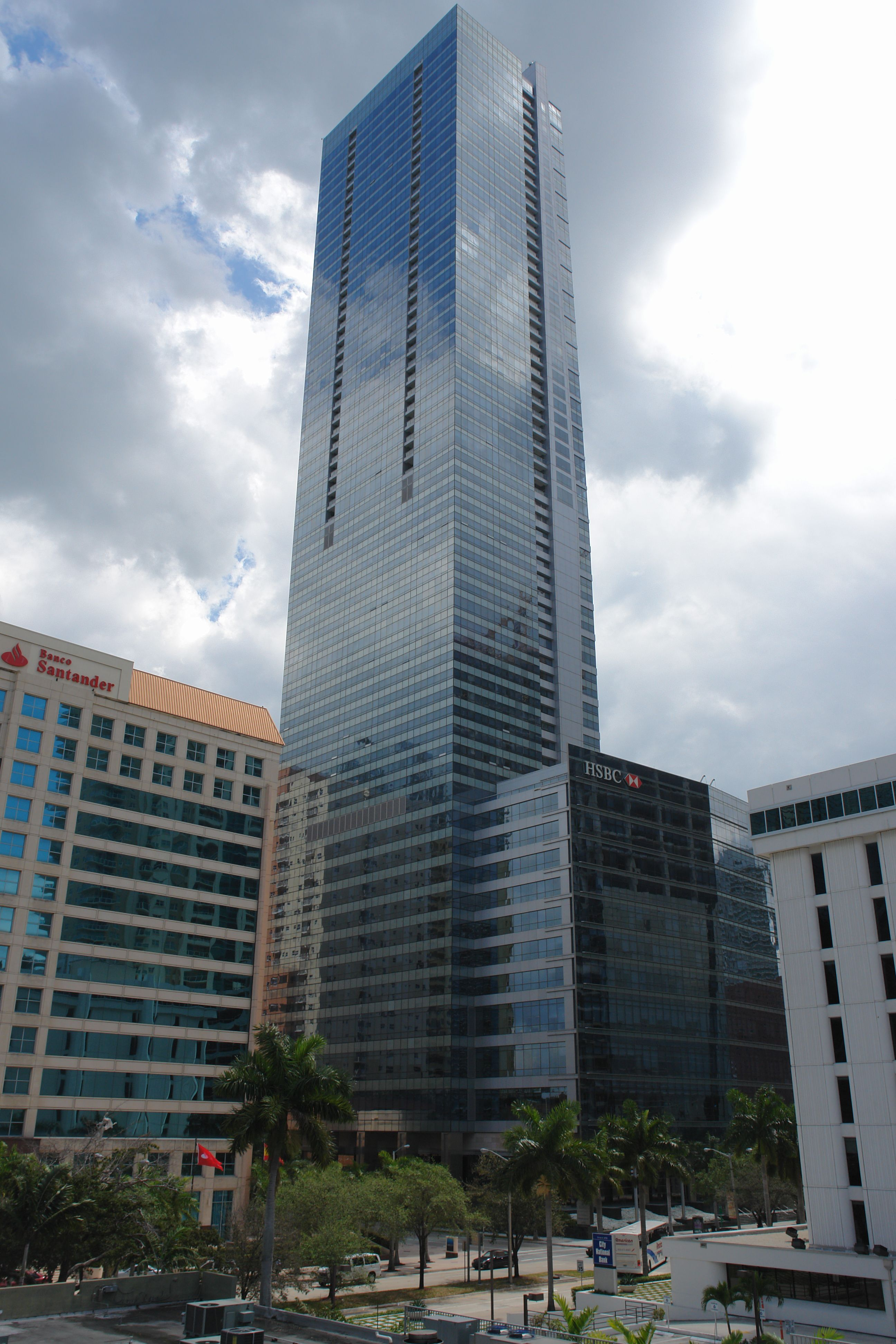
Parte HSBC dell'edificio
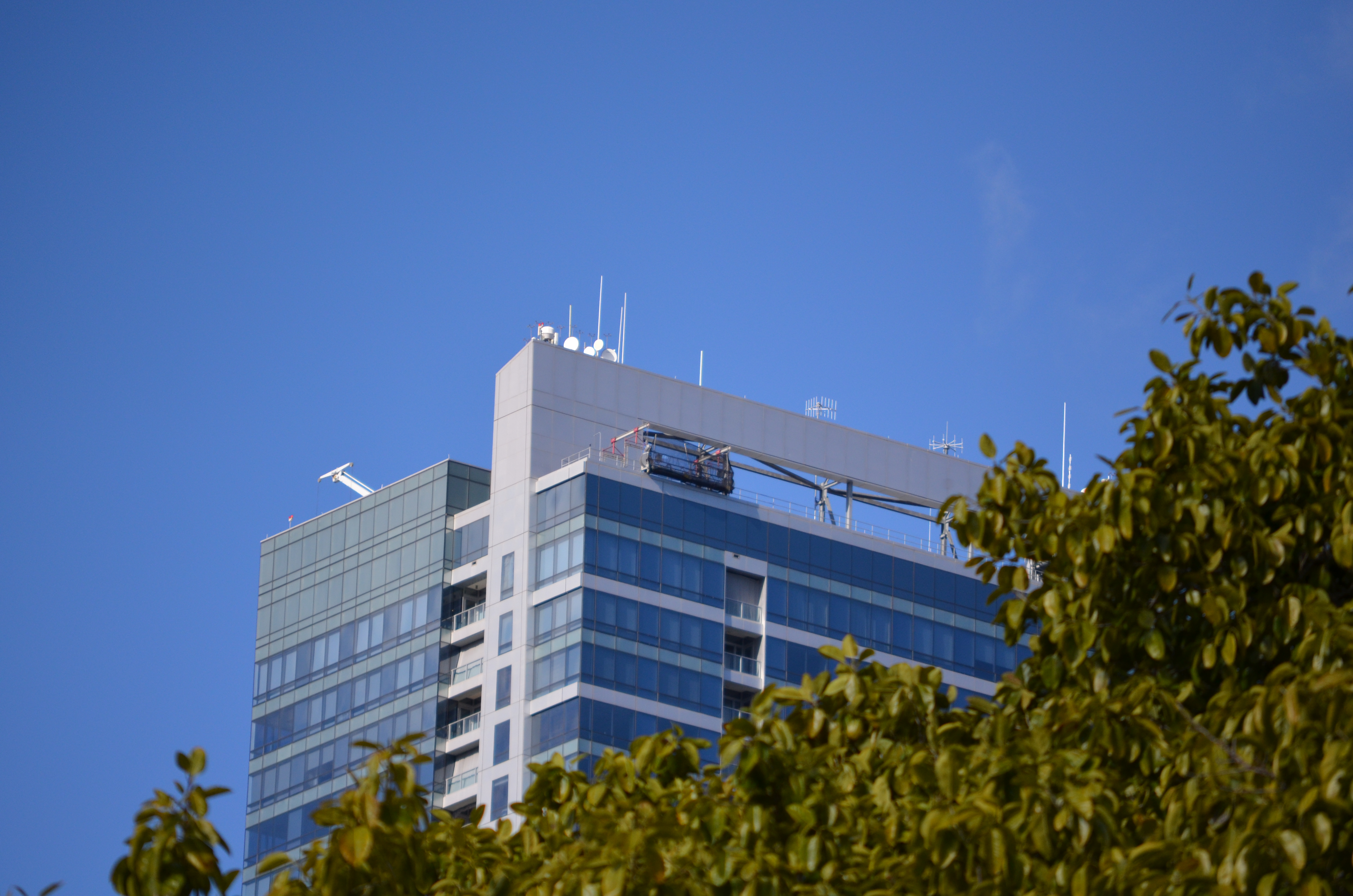
Zoom che mostra i dettagli del tetto e le antenne